# La fossa dei peccati
La fossa dei peccati è un film del 1951 diretto da Irving Rapper. La sceneggiatura di Val Guest è basata sul racconto Deadlock di Leslie Sands, adattamento della novella del 1868 di Émile Zola, Thérèse Raquin.

## Trama
Quando la scrittrice di gialli Janet Frobisher Porter, una sera, fa ritorno alla sua villa di campagna, vi ritrova uno sconosciuto, George Bates, che le racconta di aver partecipato, insieme a suo marito, ad una rapina ad una banca, e di avere lì un appuntamento con lui, che avrebbe dovuto arrivare col treno del mattino. Janet dapprima nega di aver visto il marito, con il quale è separata, negli ultimi mesi, poi confessa a George di averlo ucciso quella stessa mattina al suo arrivo, per non sottostare ai suoi ricatti e per ottenere infine il divorzio, somministrandogli un veleno che faceva parte di una prescrizione che il dottor Henderson, un veterinario vicino di casa, aveva preparato per il cavallo di Janet. Il cadavere si trova ancora in una delle stanze della villa, e George aiuta la donna a gettarlo, opportunamente zavorrato, nel vicino lago.
La sera stessa si presenta anzitempo alla villa Chris Dale, la segretaria di Janet, accompagnata dal fidanzato Larry Stevens, che peraltro ha una relazione con la scrittrice. George si fa passare per il marito di Janet, che nessuno conosceva, ritenendo in tal modo di mettersi al sicuro rispetto ad eventuali investigazioni della polizia, perché Janet, anche per nascondere l'omicidio da lei commesso, non avrebbe potuto che testimoniare a favore di George. Janet tenta a più riprese di liberarsi di George, e quando quest'ultimo le uccide il cavallo per intimidirla, la donna decide di eliminarlo mandandolo, in una notte di tempesta, alla ricerca di Chris che, avendo scoperto la tresca di Larry, aveva lasciato la casa, sull'auto sgangherata del dottor Henderson, i cui freni non funzionano. L'auto si inabissa nel lago, ma George esce incolume dall'incidente.
Il dottor Henderson informa Janet che il lago, per motivi assicurativi riguardo alla vettura, verrà dragato. Janet si sente braccata: in un brindisi somministra a George una bevanda contenente il veleno col quale aveva ucciso anche il marito, in modo tale da far sembrare che George avesse commesso suicidio, sentendosi in colpa per l'omicidio che la donna vuole ora addossare a lui. Il corpo di George giace per terra, quando entra in casa Henderson: Janet, per sostenere la propria posticcia versione dei fatti, comincia col confidare al dottore che George non era suo marito. Henderson risponde di averlo sempre saputo: la mattina del suo arrivo il marito, nella fitta nebbia, si era recato dapprima, scambiandola per la casa di Janet, nella casa del dottore, che l'aveva indirizzato nel posto giusto. A questa rivelazione Janet sviene: il dottore, per farla riprendere, le fa bere da un bicchiere che egli rabbocca versando da una bottiglia. Quando Janet, dopo aver bevuto, vede che la bottiglia dalla quale Henderson le ha versato da bere è quella del veleno, scoppia in una risata isterica.       	